# Popovica
Popovica (en serbe cyrillique : Поповица) est un village de Serbie situé dans la municipalité de Negotin, district de Bor. Au recensement de 2011, il comptait 347 habitants.
Popovica est située sur les bords de la Jasenička reka, un affluent du Danube.

## Démographie
| 1948  | 1953  | 1961 | 1971 | 1981 | 1991 | 2002 | 2011 |
| ----- | ----- | ---- | ---- | ---- | ---- | ---- | ---- |
| 1 111 | 1 063 | 984  | 911  | 842  | 606  | 487  | 347  |

|  |